# Wayne Static
Wayne Static, właściwie Wayne Richard Wells (ur. 4 listopada 1965, zm. 1 listopada 2014) – amerykański muzyk, kompozytor, wokalista i autor tekstów. Wieloletni lider zespołu Static-X.

## Życiorys
Wayne Static był znany przede wszystkim z występów w zespole Static-X, którego był założycielem. Wraz z grupą tworzył i występował w latach 1994–2010 i 2012–2013. Przed założeniem Static-X występował w zespole Deep Blue Dream. W 2011 roku wydał jedyny album solowy zatytułowany Pighammer. W 2014 planował wydanie drugiej płyty solowej w 2015.
W 2008 roku ożenił się z byłą aktorką pornograficzną Terą Wray. Wraz z żoną mieszkał w Joshua Tree w stanie Kalifornia.
Zmarł 1 listopada 2014 we śnie. Przyczyną śmierci było połączenie dużej dawki Oksykodonu, Alprazolamu, Hydromorfonu i alkoholu.

## Dyskografia
Albumy solowe
- Pighammer (2011)[11]

Pozostałe
- Jonathan Davis & Richard Gibbs featuring Wayne Static – Not Meant For Me (2002)
- Burton C. Bell & Wayne Static – Burning inside (2002)
- Godhead & Wayne Static – The Giveaway (2003)
- Mephisto Odyssey & Wayne Static – Crash (2004)
- Skinny Puppy & Wayne Static – Use Less (2004)
- SOiL & Wayne Static – Give It Up (2006)
- My Evolution & Wayne Static – So Happy (2009)

## Instrumentarium
| Gitary - Dean Modifier ML Guitar (2011) - ESP Wayne Static Signature ESP STATIC-600 - ESP Wayne Static 600V Guitar - Epiphone Wayne Static Signature Flying V Wzmacniacze i kolumny głośnikowe - Marshall MG100HDFX Heads - Marshall 4x12 Cabinets |  | Efekty gitarowe i inne - Boss NS-2 Noise Supressor - Furman PL-8 Plus Power Conditioner - Electro Voice RE1 Wireless Units - Whirlwind A/B/Y Selector - Electro Voice Microphones Struny i kostki gitarowe - Dunlop Electric Nickel Plated Strings - Ernie Ball.11-.52 Guitar Strings - 1.14 mm Dunlop Purple Tortex Picks |